# Leopold Theodor Neumann
Leopold Theodor Neumann, besser bekannt als L. T. Neumann (* 1804; † 10. Februar 1876 in Wien), war ein österreichischer Lithograf, Kunst- und Musikalienhändler sowie Verleger. Für mehrere Jahre gehörte der Ritter des Franz-Joseph-Ordens auch dem Wiener Gemeinderat an.

## Leben und Wirken
Leopold Theodor Neumann wurde im Jahre 1804 geboren. Im Dezember 1833 gründete er unter dem Namen Kunst- und Musikalienhandlung L. T. Neumann an der als exklusiv geltenden Adresse Kohlmarkt 11 am Kohlmarkt (Michaelerplatz/Ecke Kohlmarkt) in der Wiener Innenstadt sein eigenes Geschäft. Er stand in regem Kontakt mit Künstlern wie Jakob Alt, Rudolf von Alt, Emil Jakob Schindler, August von Pettenkofen, Anton Romako oder Friedrich Gauermann, deren Werke er auch über seinen Handel vertrieb. Über den der Firma L. T. Neumann angegliederten Verlag erschienen neben Werken von Rudolf von Alt auch Lithografien und Farbdrucke von Jakob Gauermann, Josef Kriehuber, Joseph Lanzedelly des Älteren, Anton Zampis und zahlreichen anderen Künstlern. Anlässlich der Revolution 1848 erschienen über den Verlag eigens angefertigte Militärblätter, diese auch für die sogenannte Satirische Chronik von Wien. Im Januar 1868 wurde Neumann vom k.k. Obersthofmeisteramt in Wien der Titel eines k.k. Hofkunsthändlers verliehen.
Neben Lithographien und Farbdrucken vertrieb er vor allem in späteren Jahren auch Fotografien, unter anderem von Hermann Klee, Ludwig Angerer, Artur Grottger und anderen Fotografen. So erschienen über den Verlag sogenannte Künstleralben mit jeweils 12 Rollenfotos von Johann Nestroy, Wilhelm Knaack oder Karl Wilhelm Meixner. Zu seinen Mitarbeitern zählte unter anderem der spätere Kunsthändler Carl Josef Wawra, der zusammen mit Hugo Othmar Miethke die Firma Miethke & Wawra, ein Antiquariat und Kunstverlag, gründete, aus der später die Galerie Miethke entstand. Bei der Generalversammlung des Österreichischen Kunstvereins wurde Neumann im Jahre 1866 als Ersatzmann gewählt.
Am 10. Februar 1876 starb Neumann, wie die zeitgenössischen Medien bekanntgaben, im Alter von 71 bzw. 72 Jahren an Gehirnerweichung und wurde am 12. Februar 1876 vom Trauerhaus in die Hofpfarrkirche St. Augustin und von dort zum Grab auf dem Wiener Zentralfriedhof gebracht.
Im Laufe seines Lebens war er Mitglied des Wiener Gemeinderats sowie Oberlieutenant im zweiten Wiener Bürgerregiment, Ritter des Franz-Joseph-Ordens, Mitglied mehrerer gelehrter und wohltätiger Vereine etc. Zuletzt wohnhaft war er an der Adresse Plankengasse 7, dem sogenannten Dorotheerhof, in der Wiener Innenstadt.

### Verbleib der Kunsthandels
Bereits im März 1865 wurde die von Neumann geführte Firma samt der Prokura des Theodor Neumann und des Heinrich Neumann beim k.k. Handelsgericht Wien über Geschäftszurücklegung gelöscht. In weiterer Folge wurden die Geschäfte von seinen Söhnen Theodor, Heinrich und Carl übernommen, wobei Heinrich Leopold Neumann als neuer Firmeninhaber sowie Theodor Neumann als neuer Prokurist geführt wurden. Nach dem frühen Tod Theodors und dem Ausscheiden Heinrichs, der im Jahre 1880 in München die Hofkunsthandlung H. L. Neumann, die offenbar nur bis zur Versteigerung ihrer Bestände im Oktober 1898 bestand, eröffnet hatte, wurde die Kunsthandlung im Jahre 1900 von Carl Neumann an den aus Frankfurt am Main stammenden Kunsthändler Julius Eymer (1859–1944) übergeben. Dieser führte den Handel mit Wiener Malerei fort.
Nachdem im Jahre 1919 dessen Neffe August Eymer (1894–1976) in das Geschäft eingestiegen war, wurde es im Jahre 1930 von August Eymer als Gesellschafter übernommen. Unterstützt wurde er dabei von seiner Ehefrau Helene, die vor allem für die Finanzen und den Verkauf zuständig war, während er die künstlerische Leitung innehatte. Das Ehepaar erlangte im Jahr 1933 die Österreichische Staatsbürgerschaft. Nebenbei war August Eymer auch als gerichtlich beeideter Sachverständiger und Schätzmeister tätig und unterhielt als solcher gute Beziehungen zu Museen wie der Österreichischen Galerie Belvedere, der Albertina oder dem Historischen Museum der Stadt Wien, denen er Gemälde und Grafiken verkaufte bzw. teilweise auch schenkte. Wie bereits unter seinem Onkel und der Vorgängerschaft konzentrierte man sich vorrangig auf den Handel mit der österreichischen bzw. speziell Wiener Kunst des 19. Jahrhunderts sowie mit Alten Meistern.
In der Zeit des Nationalsozialismus fungierte das Unternehmen L. T. Neumann unter dem NSDAP-Mitglied August Eymer als Einlieferer für den Sonderauftrag Linz. Zu den von ihm eingebrachten Werken zählt unter anderem die Serie Vier Jahreszeiten von Rosalba Carriera aus der entzogenen Sammlung Hans (Jean) und Lucie Engel. Weiters übernahm er unter anderem zehn Gemälde aus dem 1938 von der Gestapo beschlagnahmten Palais Ephrussi. Daneben betätigte sich das NSDAP-Mitglied in der Reichskammer der bildenden Künste, wurde aber nach dem Zweiten Weltkrieg im Jahre 1948 als Minderbelasteter eingestuft, weshalb er sein Geschäft fortführen konnte. Wenige Jahre vor seinem Tod überschrieb er das Geschäft im Jahre 1970 an den Wiener Verleger Rudolf Kremayr (1905–1989), der jedoch nur kurze Zeit später mit dem Unternehmen Konkurs anmelden musste. Anderen Berichten zufolge führte er die Galerie L. T. Neumann (teilweise zusammen mit Otto Urban) noch bis 1975, ehe er sie an Kremayr übergab.